# Инь Цзянь
Инь Цзянь (кит. 殷鉴; псевдонимы: Дуншань (кит. 东山), Хуан Жинчун (кит. 黄建纯; 1904-1937) — партийный и государственный деятель Китая. Один из первых членов Коммунистической партии Китая. Член группы 28 большевиков.  Выпускник Коммунистического университета трудящихся Китая.

## Биография
Инь Цзянь родился в городе Хэйлунцзян округа Тяньфень, провинции Хубэй. Принимал участие в студенческом движении. В 1926 году поехал в Советский Союз на учебу в Коммунистический университет трудящихся Китая имени Сунь Ятсена. После окончания учебы, вернувшись в Китай, в январе 1931 года был назначен членом комитета коммунистической партии в городе Шанхае, позднее в Бэйпине.
Впоследствии Инь Цзянь был арестован, заключен в тюрьму и приговорен к расстрелу, который потом был заменен на 14 лет тюрьмы. В 1932 году, находясь в заключении, познакомился с коммунистическим деятелем Бо Ибо, впоследствии ставшим членом «восьмерки бессмертных». Бо Ибо, находясь в исправительном лагере, возглавил в нём ячейку КПК. В 1932 году Инь Цзянь был партийным секретарем ячейки, заменяя травмированного Бо Ибо.
В 1936 году, благодаря усилиям Лю Шаоци, был среди 57 коммунистов, которых освободили из тюрьмы. Инь Цзянь скончался от болезни в 1937 году.